# Barry Seal
Adler Berriman "Barry" Seal (Baton Rouge, 16 de julho de 1939 — Baton Rouge, 19 de fevereiro de 1986) foi um traficante americano de drogas e armas, piloto comercial de avião e negociante que trabalhou para o Cartel de Medellín.
Chegou a trabalhar para a CIA se tornando um agente duplo. Indiciado em 1984 por conspiração com a intenção de distribuir 462 toneladas de cocaína a US$ 50 milhões, Seal foi multado e condenado a prestar serviços comunitários. Ele tinha 46 anos quando em fevereiro de 1986 foi morto a tiros por integrantes do cartel de Medellín no estacionamento de um albergue do Exército de Salvação, local onde ele prestava serviços comunitários.

## Representações da mídia

### Filmes
- Seal é interpretado por Tom Cruise no filme de comédia criminal American Made (2017), que é baseado na vida de Seal e foi produzido pela Imagine Entertainment. Alguns fatos de sua vida real foram modificados, para adaptação ao roteiro.[3]

### Séries
- Seal é interpretado por Dylan Bruno na série Narcos num episódio da série.